# Live at the Tokyo Dome
Live at the Tokyo Dome(traducción: «En directo en la Cúpula de Tokio»)  es un álbum en directo de The Rolling Stones, lanzado en 2012. Fue registrado en el estadio Cúpula de Tokio de Japón. El álbum fue lanzado exclusivamente en formato descarga digital a través de Google Music el 10 de julio de 2012.
Live at the Tokyo Dome, se trata de la cuarta entrega en cuanto a los bootlegs oficiales de los archivos de la banda lanzados en formato digital, grabado durante la primera visita del grupo a Japón cuando faltaba poco para que finalizara el Urban Jungle Tour el cual tenía como fin promocionar su más reciente álbum de estudio Steel Wheels de 1989. El repertorio estuvo lleno de clásicos pero también interpretaron viejas canciones como “2000 Light Years from Home” y "Ruby Tuesday", además fue uno de los últimos conciertos de Bill Wyman con la banda. Bob Clearmountain se ocupó nuevamente de la mezcla final.

## Lista de canciones
Todas las canciones escritas y compuestas por Mick Jagger/Keith Richards. 
| N.º | Título                               | Duración |  |
| 1.  | «Start Me Up»                        | 4:05     |  |
| 2.  | «Bitch»                              | 3:47     |  |
| 3.  | «Sad Sad Sad»                        | 3:45     |  |
| 4.  | «Harlem Shuffle»                     | 4:17     |  |
| 5.  | «Tumbling Dice»                      | 3:57     |  |
| 6.  | «Miss You»                           | 6:43     |  |
| 7.  | «Ruby Tuesday»                       | 3:20     |  |
| 8.  | «Almost Hear You Sigh»               | 5:17     |  |
| 9.  | «Rock and a Hard Place»              | 5:16     |  |
| 10. | «Mixed Emotions»                     | 5:20     |  |
| 11. | «Honky Tonk Women»                   | 5:00     |  |
| 12. | «Midnight Rambler»                   | 10:31    |  |
| 13. | «You Can't Always Get What You Want» | 7:45     |  |
| 14. | «Can't Be Seen»                      | 5:11     |  |
| 15. | «Happy»                              | 4:13     |  |
| 16. | «Paint It Black»                     | 4:07     |  |
| 17. | «2000 Light Years from Home»         | 6:49     |  |
| 18. | «Sympathy For The Devil»             | 7:58     |  |
| 19. | «Gimme Shelter»                      | 6:28     |  |
| 20. | «Band Introductions»                 | 1:39     |  |
| 21. | «It's Only Rock 'n Roll»             | 4:25     |  |
| 22. | «Brown Sugar»                        | 4:34     |  |
| 23. | «(I Can't Get No) Satisfaction»      | 8:56     |  |
| 24. | «Jumpin' Jack Flash»                 | 7:37     |  |

## Créditos
The Rolling Stones
- Mick Jagger: voz, guitarra
- Keith Richards: guitarra, voz
- Charlie Watts: batería
- Ronnie Wood: guitarra, coros
- Bill Wyman: bajo

Músicos adicionales
- Bobby Keys: Saxofón
- Chuck Leavell: Teclados
- Lisa Fischer: Coros
- Cindy Mizelle: Coros
- Bernard Fowler: Coros
- Matt Clifford and the Uptown Horns (Arno Hecht, Paul Litteral, Bob Funk y Crispen Cloe): Instrumentos de vientos